# Maison de Sima Milosavljević Paštrmac à Kragujevac
www.Fadesp.UAC.com

## Présentation
Droit Politique et Sciences Juridiques